# Cabeçó de la Font
El Cabeçó de la Font (Cabezo de la Fuente en castellà) és una muntanya de 342 metres d'altura, ubicada al terme municipal de Cartagena, al costat del poble de Los Belones, al sud de la Manga del Mar Menor.
Es troba dins del Parc Regional de Calblanque.